# 包晗
包晗（バオ・ハン、英語名：Eric east、1990年11月22日 - ）は、中国上海市出身のゲイビデオ男優。 
身長178cm、体重75kg。 彼がインターネット上で行ったゲイポルノは、初期の頃少し注目され、中国国籍が明らかになると、中国のゲイコミュニティで人気となった。 
上海国際研究大学でフランス語を学んだ後、米国に留学し、カリフォルニア大学ロサンゼルス校に入学。後にゲイポルノ会社ピーター・フィーバーに俳優として登録された。 
著名な香港監督ユン・シャンによる映画「 サーティ・リー 」の俳優として活動するが、これは彼の最初の大型作品。彼は自分の体を「商品」と見なしており、本格的な映画俳優は彼の夢でもある。 

## 映画作品
- 2016-「 Thirty Li 」（ ユン・シャン監督）

## 参照
1. ↑   蘋果即時：【專訪】G片男星Eric解密拍片的痛　大肌男也會5小時出不來 2018年02月22日